# Carnobacteri
Carnobacterium és un gènere bacterià dins de ordre de Lactobacialles, que forma part dels bacteris de l'àcid làctic. Són bacteris en forma de bacil, grampositius, catalasa positius.
Els bacteris pertanyents a Carnobacterium són tolerants a un ampli interval de temperatures, creixen tant aeròbicament com anaeròbicament (aerobis facultatius) i amb concentracions de diòxid de carboni altes. Metabolitzen l'arginina i altres carbohidrats, com ara la quitina. Aquests microorganismes s'han estudiat al llarg de dues dècades per tal d'inhibir el deteriorament d'aliments com el peix i productes carnis. També s'ha destacat sobretot en la importància dels patògens del peix en la indústria de les piscifactories.
Tot i així, es necessiten unes concentracions molt elevades dels microorganismes presents en els productes alimentaris per a poder dir que són els responsables de la seva alteració. Aquest gènere afecta a productes làctics com la llet, el formatge (mozzarella i formatge camembert entre altres), i també productes carnis i pesquers.

## Taxonomia
El gènere bacterià Carnobacterium forma part dels bactèris de l'àcid làctic dins la divisió Firmicutes, de l'ordre Lactobacillales i la família Carnobacteriaceae.

### Espècies
Encara hi ha molts Carnobacterium no classificats. En aquest gènere s'inclouen espècies com:
- Carnobacterium funditium
- Carnobacterium gallinarum
- Carnobacterium inhibens
- Carnobacterium maltaromaticum
- Carnobacterium antarticum
- Carnobacterium mobile
- Carnobacterium divergens
- Carnobacterium pleistocenium
- Carnobacterium viridans
- Carnobacterium iners
- Carnobacterium jeotgali
- Carnobacterium alterfunditium

Entre les espècies conegudes, Carnobacterium maltaromaticum i C. divergens són les més estudiades i les que normalment es troben en els ambients relacionats amb els productes alimentaris, a causa dels seu potencial per produir diferents components antibacterians que poden inhibir el creixement de bacteris relacionats en el deteriorament d'aliments. S'ha aconseguit aïllar el seu genoma en l'ambient natural i en productes d'origen alimentari. Mitjançant una anàlisi de PCR del rRNA 16S-23S es pot identificar i discriminar entre espècies pertanyents al gènere Carnobacterium i altres espècies de bacteris de l'àcid làctic relacionades filogenèticament.
El genoma de Carnobacterium sp. està completament seqüenciat i va ser determinat gràcies al sistema 454 GS-FLX. També mitjançant la piroseqüenciació. El primer assemblatge de seqüències que es va fer va resultar en 19 scaffolds i 69 contings. Gràcies a la PCR i la tècnica de Sanger es van poder omplir els espais que quedaven. El genoma final de Carnobacterium comprèn un cromosoma amb uns 2,635,294 parells de bases i un plasmidi de 50,105 parells de bases.

## Ecologia
Aquests bacteris tenen la capacitat de créixer en condicions anòxiques, baixa temperatura (fins a 1,5 °C) i tolerar pressions molt extremes. Un exemple d'aquestes condicions és que s'ha pogut obtenir sis aïllats bacterians d'una extracció de permagel en una zona del nord-est de Sibèria i, mitjançant anàlisi del RNA ribosòmic, identificar les espècies com a pertanyents d'aquest gènere. De l'espècies identificades, cinc estaven relacionades amb C. inhibens i una amb C. viridans. L'espècie C. pleistocenium, únicament s'ha pogut aïllar del permagel. També s'ha pogut observar la presència de Carnobacterium en altres ambients terrestres, com en el sòl del Canadà i en piles de compost. Per altra banda, també es pot trobar en ambients completament diferents com en l'intestí d'algunes arnes. Per aquest motiu, Carnobacterium es pot dir que apareix tant en ambients temperats com en ambients polars i, tant ambients aquàtics com terrestres poden ser el seus hàbitats naturals.
Del gènere de Carnobacterium, cal destacar que C. divergens i C. maltaromaticum són aïllats freqüentment de l'ambient i de productes alimentaris. Carnobacterium funditum ha sigut aïllat en poques ocasions en peixos i gambes. Per tant, quant als productes alimentaris, són bacteris freqüentment aïllats de mostres de menjar, especialment d'aquelles provinents de carn empaquetada al buit, en condicions anaeròbiques i a temperatura de refrigeració. Tot i així, el seu paper en el deteriorament de l'aliment encara no està del tot determinat.
| Espècies                 | Freqüència d'aïllament | Aïllament de productes productes alimentàries | Ambient                                                 |
| ------------------------ | ---------------------- | --------------------------------------------- | ------------------------------------------------------- |
| Carnobacterium divergens | Alta                   | Productes làctics, carn, peix i gambes        | Inestí de peixos i permafrost alpí.                     |
| C. gallinarum            | Baixa                  | Carn                                          | Peixos                                                  |
| C. inhibens              | Molt baixa             | No reportades                                 | Salmó atlàntic                                          |
| C. maltaromaticum        | Alta                   | Productes làctics, carn, peix i gambes        | Peixos sans i malalts, intestí mig d'arnes, oceà polar. |
| C. viridans              | Molt baix              | Carn                                          | No trobat                                               |
| C. mobile                | Baixa                  | Carn i gambes                                 | Peixos                                                  |

Carnobacterium maltaromaticum i C.divergens han sigut aïllats de peixos tropicals com el Pseudoplatystoma i en tonyina procedent de l'oceà Índic empaquetat al buit. També s'ha trobat que C. divergens i C. maltaromaticum s'han pogut aïllar del gènere d'esfange en un estanc, així que pot sobreviure en aigua, encara que la seva supervivència en aquest ambient no es tan bona com altres bacteris grampositius relacionades.
Respecte a la flexibilitat de substrats, una espècie com Carnobacterium maltaromaticum, expressa activitat quitinasa ja que aquesta podria facilitar l'adherència i la supervivència en el zooplàncton i també pot explicar com aquestes espècies es poden trobar en la fase larvària de les arnes. La via d'arginina desaminasa és expressada també més freqüentment per diferents espècies d'aquest gènere com ara C. divergents, C. gallinarum, C. maltaromaticum o C. mobile; en canvi, no hi és present en C. inhibens i C. viridans. El gènere Carnobacterium és capaç de catabolitzar una gran varietat de carbohidrats. L'arginina pot representar una font d'energia addicional per al creixement i la supervivència quan hi ha una carència de carbohidrats i pot aportar una resistència enfront a estrès causat per un ambient àcid.

### Productes alimentaris
Per a que la seva activitat pugui influenciar les propietats d'un producte alimentari determinat, es necessiten grans concentracions de microorganisme, al voltant de més d'entre 106 a 107 unitats formadores de colònies (CFU) per gram. Per això, la seva cinètica és clau juntament amb la informació emmagatzemada sobre la seva incidència en productes processats o frescos. La presència de Carnobacterium en els productes diaris és més aviat no reportada ja que la majoria d'agars de mostreig utilitzats com Agar MRS o Agar Rogosa (utilitzat en l'enumeració de bacteris de l'àcid làctic) contenen acetat, que inhibeix el creixement de Carnobacterium.
Carnobacterium maltaromaticum juntament amb altres espècies del seu gènere s'han aïllat de llet, destacant C. divergens que s'ha detectat en una gran varietat de formatges. Carnobacterium divergens i C. maltaromaticum són presents en marisc i poden créixer en diferents concentracions i en diferents productes alimentaris, tant frescos com a lleugerament conservats. Diferents estudis de productes contaminats suggereixen quines són les condicions emmagatzematge i les característiques del producte seleccionat. Per marisc congelat no s'ha vist informes on C. divergens i C. maltaromaticum dominessin les comunitats microbianes en productes emmagatzemats aeròbicament, però se n'han vist informes en productes de diferents peixos que han estat emmagatzemats amb una atmosfera modificada.
Després de l'emmagatzemament per congelació, C. divergens i C. malaromaticum es veu que són particularment prominents en peixos refrigerats i en salmó, tonyina i bacallà. Aquest creixement és degut al fet que poden sobreviure a temperatures tan baixes com d'entre 2 a 1.5 °C, com s'ha vist en productes d'origen carni. A més a més, es coneix que són microorganismes predominants en comunitats microbianes com en la carn crua. Encara que també s'ha vist la presència d'aquest microorganisme en aliments carnis fermentats. Aquest gènere s'ha aïllat també de components de l'ou i s'ha vist que té l'habilitat de poder penetrar la closca de l'ou i contaminar tots els components de l'interior.
De les espècies descrites de Carnobacterium, només dues (C. divergens i C. matoromaticum) s'han trobat en una gran varietat de productes alimentaris de consum diari com ara la carn, el peixo les gambes.

### Permagel
Hi ha bacteris que s'han pogut aïllar en el permagel de Sibèria, on poden sobreviure a temperatures baixes, a una pressió de 7 hP i en una atmosfera enriquida amb diòxid de carboni i anòxica. Per altra banda, hi ha altres tipus en el sòl del Canadà subjectes a temperatures molt baixes.
Amb una quantificació mitjançant assajos de creixement es va poder demostrar que nou espècies compreses en aquest gènere de Carnobacterium podien créixer en el permagel: C. alterfunditum, C. divergens, C. funditium, C. gallinarum, C. inhibens, C. maltaromaticum, C. mobile, C. pleistocenium i C. viridans.

## Bacteriocines i propietats antimicrobianes

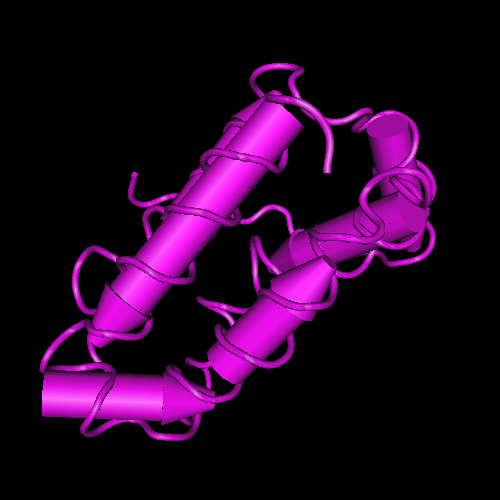
Estructura resolta de la proteïna carnobacteriocina B2.

Les espècies de Carnobacterium són sovint subjecte d'interès en recerca, particularment en l'exploració de cultius que podrien inhibir microorganismes que són patògens per a la carn i el peix o els deterioren. En productes alimentaris és comú trobar Carnobacterium, i sovint presenta la capacitat de produir pèptids antimicrobians i bacteriocines. Molts bacteris grampositius, sobretot bacteris de l'àcid làctic, secreten proteïnes o pèptids sintetitzats ribosomalment que tenen una activitat antimicrobiana. D'aquests compostos, les bacteriocines han demostrat tenir una activitat inhibitòria contra bacteris estretament relacionats, presentant un potencial ús com a biopreservadors.
Les característiques principals de les bacteriocines produïdes pel gènere Carnobacterium són: pes molecular baix (4.2 a 5 kDa) i un elevat punt isoelèctric, entre 9 i 10.
Les bacteriocines caracteritzades dels carnobacteris pertanyen a la classe I i a la classe II. Tot i que, fins ara, només una bacteriocina de la classe I, la UI149 (lantibiòtic), s'ha vist que és produïda per Carnobacterium. En canvi, deu seqüències aminoacídiques de bacteriocines són de classe II i, més específicament, de classe IIa, que comprèn petits pèptids semblants a pediocines.
Algunes de les bacteriocines trobades en Carnobacterium divergens i C. malatromaticum són: carnobacteriocina A (o Piscicolina 61), carnobacteriocina BM1 (també anomenada carnobacteriocina B1, Piscicolina V1b o Carnocina CP52), carnobacteriocina B2 (Carnocina CP52 o A9b) i psicicolina 126 (o Piscicolina V1a). A més a més, C. divergens també produeix piscicinia CS526, divercina V41, divercina M35, divercina A i divercina 750. També s'han observat les bacteriocines carnocina H i carnocina UI149 en Carnobacterium sp.
L'espectre d'inhibició de les bacteriocines de classe IIa carnobacterianes inclou Listeria i l'activitat antimicrobiana s'exerceix per la formació de porus, la dissipació del potencial de membrana i la filtració de substàncies internes de baix pes molecular. Per exemple, la soca Carnobacterium piscicola C2, aïllada del peix surubim fumat empaquetat al buit i conservat en fred, produeix una bacteriocina que inhibeix el creixement de Listeria monocytogenes en sucs de peix fumat i en homogenats de surubim a 10 °C.
Les bacteriocines de classe IIa són sintetitzades a nivell ribosomal com a pèptids inactius que són modificats post-transcripcionalment del pèptid líder N-terminal per tal d'alliberar pèptids actius i catiònics.

### Aplicacions contraListeria monocytogenes
L'interès en l'aplicació de bacteriocines carnobacterianes en aliments i pinsos ha estat dirigida cap a la inhibició de L. monocytogenes i al creixement de microorganismes deteriorants, sobretot per allargar la vida útil de marisc lleugerament conservat.
Listeria monocytogenes és un organisme psicotròpic, així com els bacteris de l'àcid làctic, que pot créixer en productes alimentaris com el peix. S'ha observat un efecte inhibitori per part de Carnobacterium spp. contra el creixement de L. monocytogenes degut a l'acumulació de metabòlits. Per això, s'estan fent estudis amb l'objectiu d'entendre i preveure com es veuran els aliments afectats i com es pot millorar la seva conservació. A més, s'ha observat un efecte protector per part de Carnobacterium spp. durant la invasió de cèl·lules hoste in vitro.
La diversitat en la sensibilitat de organismes diana és força àmplia. Com es pot observar en la següent taula, en diferents productes alimentaris i pinsos s'ha vist que la presència de Carnobacterium té aplicacions contra L. monocytogenes.
| Producte          | Producte                    | Mecanisme                                                                  |
| ----------------- | --------------------------- | -------------------------------------------------------------------------- |
| Productes làctics | Llet UHT                    | Bacteriocines, altres                                                      |
| Productes làctics | Llet sencera                | Piscicolina 126                                                            |
| Productes làctics | Formatge Camembert          | Piscicolina 126                                                            |
| Peix i marisc     | Salmó fumat fred            | Divercin V41, Piscocina V1, carnobacteriocina B2, Piscicocin CS526, altres |
| Peix i marisc     | Carn de cranc psteuritzada  | Bacteriocina                                                               |
| Carn              | Bistècs de carn             | Substànceies bacteriocinogèniques                                          |
| Carn              | Menjar de gos enllaunat     | Bacteriocina                                                               |
| Carn              | Pollastre cuinat            | Bacteriocina                                                               |
| Carn              | Frankfurters                | Bacteriocina                                                               |
| Carn              | Pasta de pernil             | Piscolina 126                                                              |
| Carn              | Carn picada                 | Piscolina CS526                                                            |
| Carn              | Carn de vedella picada crua | Bacteriocina                                                               |
| Vegetals          | Blat de moro en conserva    | Bacteriocina                                                               |

### Aplicacions contraPseudomonas sp.
Hi hagut un cas específic en la Ricotta fresca on Carnobacterium ha sigut capaç de poder inhibir el creixement de Pseudomonas, el qual la seva presència promovia el deterior de l'aliment. En aquest producte es donen les condicions idònies d'humitat, elevat pH i activitat d'aigua per a que bacteris com Pseudomonas spp, Enterobacteriaceae, Listeria monocytogenes, Bacillus cereus i Arcobacter spp puguin créixer. Encara que d'aquests, cal destacar l'actuació de Pseudomonas que es veu afavorit per les baixes temperatures i els llargs períodes d'emmagatzematge. Carnobacterium spp pot generar bacteriocines que es poden utilitzar com a protecció per preservar la durabilitat i la seguretat de diferents productes alimentaris. Avui dia, hi ha disponible un cultiu comercial protector, que consisteix en soques Carnobacterium spp que produeixen bacteriocines, anomenat Lyofast CNBAL. S'ha pogut comprovar que comprèn una activitat competitiva en contra Pseudomonas spp. Per tant, s'ha pogut testar Carnobacterium com a possible control de Pseudomonas spp i, conseqüentment, allargar la durabilitat d'aliments.

## Efectes d'activitats catabòliques en aliments
Les activitats catabòliques de Carnobacterium poden resultar en deteriorament sensorial en peixos i productes carnis inoculats per espècies d'aquest gènere. Mentre que en productes com el formatge aquest esdeveniment no està tant clar. Tot i això, en productes contaminats de manera natural sembla que són altres membres de la comunitat bacteriana els que tenen papers més importants en el deteriorament.
Tot i que el catabolisme de Carnobacterium resulta en un nombre divers de metabòlits, aquests tenen generalment un efecte limitat en els atributs organolèptics en els aliments. La producció de peròxid d'hidrogen (H₂O₂) per C. divergens i per C. viridans ha estat associada amb el deteriorament en la forma de descoloració verda en pernil curat Bologna.
Els metabòlits resultants de la degradació d'aminoàcids si que s'ha observat que causen efectes sensorials en aliments. La generació d'alcohols ramificats i aldehids per transaminació, descarboxilació i reducció dels aminoàcids valina, leucina i isoleucina semblen particularment importants.
La producció d'alguns d'aquests productes a partir de leucina per part d'una soca de C. maltaromaticum, en general, s'ha vist que incrementa els valors de pH a 6.5 o majors en la presència de concentracions augmentades d'àcid α-cetoisocaproic i glucosa. Aquesta soca s'ha vist que afecta l'olor i redueix el contingut de leucina en botifarra picada, tot i que no hi ha una relació del tot clara. En canvi, la producció d'alcohols i aldehids per part de la mateixa espècie a partir de valina, leucina i/o isoleucina, resulta en un aroma dolç i verd en llet desnatada i en gambes, i també provoca deteriorament en pernil curat.
La producció d'indol a partir de l'aminoàcid triptòfan és una causa potencial de deteriorament. Tot i que C. divergens, C. maltaromaticum i C. mobile no són capaços de dur a terme aquesta reacció, s'ha observat que C. divergens i algunes soques de C. maltaromaticum poden utilitzar el triptòfan com a substrat en gambes, però de moment no s'ha vist generació d'indol.
La producció de tiramina a partir de tirosina és l'única reacció metabòlica de Carnobacterium spp. que se sap del cert que constitueix una causa de preocupació pel que fa a la salut alimentària. La producció d'aquest component s'ha trobat en un rang d'aliments, incloent carn (fins a 28 mg kg-1), una barreja de greixos de carn (fins a 121 mg kg-1), salmó fumat fred (fins a 370 mg kg-1), salmons congelats i descongelats (fins a 40-60 mg kg-1) i gambetes (fins a 20–60 mg kg-1). Aquests nivells no tenen efectes adversos per a la majoria dels consumidors, però per a persones sensibles, per exemple, amb una reducció de l'activitat de la monoaminoxidasa a causa d'una medicació o una deficiència hereditària, molt poca tiramina pot causar mal de cap de migranya i es recomana una ingesta de no més de 5 mg de tiramina per menjar.
El creixement de Carnobacterium spp. en productes alimentaris s'ha vist que pot resultar en una acumulació d'una gamma d'alcohols volàtils, cetones i hidrocarburs entre altres compostos, però no s'ha estudiat detalladament les reaccions metabòliques que donen aquests productes. Tot i així, s'ha contrastat amb altres situacions i es creu que els productes poden provenir de reaccions no enzimàtiques o de la generació de NAD+. Diverses cetones tenen olors força característics però no se sap si es poden relacionar amb el deteriorament del gust dels aliments on es troben, és a dir, amb el mal gust. Respecte als lípids, se sap que C. maltaromaticum hidrolitza la butirina, un triglicèrid amb butirat com a àcid gras, però tampoc se sap del cert que aquesta activitat lipasa contribueixi a un canvi del gust de productes carnis i pesquers. Les espècies C. divergens i C. maltaromaticum no prevenen el deteriorament de la qualitat de la carn degut a la oxidació dels lípids, ja que no són capaços de limitar l'oxidació de l'àcid linoleic durant el creixement. D'altra banda s'ha vist que C. maltaromaticum afecta la textura del salmó estovant-lo quan es troba en grans quantitats.
És important destacar que les diferències entre espècies i soques afecten la capacitat de deteriorar l'aliment d'aquestes, per exemple s'ha vist que un grup filogenètic de C. maltaromaticum, a diferència del grup filogenètic majoritari, no deteriora gambes MAP; per tant, és interessant estudiar les heterogeneïtats entre les espècies de Carnobacterium spp. en productes làctics, carnis i pesquers. S'ha de tenir en compte que els paràmetres ambientals afecten fàcilment el metabolisme dels carbohidrats i els aminoàcids, per tant, el producte en sí i les condicions d'emmagatzematge són un factor important a tenir en compte en el deteriorament d'alguns aliments.

## Creixement al laboratori
S'ha fet un estudi per determinar les condicions òptimes de creixement in vitro de Carnobacterium spp. i d'activitat bacteriocina utilitzant C. divergens V41 i tenint en compte 12 factors: pH, temperatura, carbohidrats, NaCl, extracte de llevat, peptona de soja, acetat de sodi, citrat d'amoni, sulfat de magnesi, sulfat de manganès, àcid ascòrbic i tiamina. S'ha desenvolupat un medi bàsic i determinat les tres variables que més influeixen: pH, temperatura i concentració de carbohidrats. S'ha determinat les condicions òptimes i el rang en que pot donar creixement al laboratori: la temperatura òptima per al seu creixement és de 15 °C, podent créixer entre 15 i 30 °C; i la concentració de carbohidrats de 20g/l, podent créixer amb una concentració entre 2 i 20g/l de carbohidrats; el rang de pH en què pot créixer es troba entre 6.5 i 8 sent 6.5 l'òptim per activitat bacteriocina; el rang de NaCl en què creix és 10-60g/l; el d'extracte de llevat és entre 5 i 15 g/l; el rang de peptona de soja és 1-10g/l; el d'acetat de sodi entre 0-5g/l; el de citrat d'amoni entre 0 i 4g/l; el rang de sulfat de magnesi entre 0 i 0.4g/l; el de sulfat de manganès de 0 a 0.08g/l; el de l'àcid ascòrbic de 0 a 1g/l i finalment el de tiamina entre 0 i 0.05g/l.
S'ha predit el nombre d'unitats formadores de colònies que hi haurà després de fer créixer el bacteri al laboratori: 10¹⁰ cfu/ml en 15 °C, pH 6.5 i 20g/l de carbohidrats. S'ha utilitzat una soca concreta d'una espècie concreta de Carnobacterium i, tot i que és possible que l'òptim variï segons l'espècie i la soca que es vulgui fer créixer, s'ha acceptat aquestes com les condicions òptimes de creixement per a Carnobacterium spp.
Per tal d'obtenir un creixement amb colònies aïllades per poder fer un recompte de la quantitat de bacteris presents en mostres, es va desenvolupar un medi de cultiu selectiu anomenat CTAS ("Cresol Red Thallium Acetate Sucrose") però aquest presentava problemes: com la dificultat de recuperació del microorganisme d'interès o la interferència per altres microorganismes, així que es va millorar aquest medi aconseguint l'agar CTSI ("Cresol Red Thallium Sucrose Inulin") el qual conté vancomicina i crisina que eliminen la possible interferència d'altres microorganismes com altres bacteris de l'àcid l'àctic o Enterobacteris quan s'incuba en condicions aeròbiques. Quan es fa créixer Carnobacterium spp. al laboratori en aquest medi es produeixen colònies de color rosa, amb excepció de l'espècie C. mobile que les fa grises. En alguns casos s'ha observat presència de precipitat vermell al centre de la colònia i sovint un engroguiment o aclariment del medi de cultiu. La recuperació de Carnobacterium spp. és idèntica en aquest medi selectiu a la que s'obtindria utilitzant el medi APT ("All Purpose Agar") que s'utilitza per a la enumeració i cultiu de bacteris de l'àcid làctic heterofermentatius, bacteris de l'àcid làctic o microorganismes que tenen alt requeriment de tiamina en productes carnis per al seu creixement.
Previ a la incubació cal un cultiu de preenriquiment utilitzant un brou anomenat SYGNa sense proteïnes d'origen animal que conté triptona de soja ("Soy"), extracte de llevat ("Yeast"), D-glucosa ("Glucose") i NaCl. Per a cada cultiu es recomana realitzar el preenriquiment dues vegades en 10 i 100 ml successivament del brou SYGNa durant 24 hores a 30 °C.
El creixement de Carnobacterium es veu afectat per l'adició d'acetat. Les espècies C. divergens i C. maltaromaticum són presents en el peix i són capaces de poder créixer en altes concentracions en diferent tan fresc com en productes preservats.

## Patogènia
Les espècies del gènere de Carnobacterium no s'han determinat com a patògens humans. Així i tot, hi ha hagut dos casos clínics que han estat reportats a causa d'una infecció oportunista amb C. maltaromaticum i Carnobacterium sp. En el cas de C. divergens s'ha obtingut dos aïllats clínics. No s'ha demostrat que aquest gènere formi part de la microbiota intestinal dels humans. És segur afirmar que la presència d'aquests gènere en menjar no representa un factor de risc per malalties humanes i tampoc representa un risc per les infeccions nocosomials en hospitals i en institucions similars encara que en una ocasió s'ha aïllat de plasma sanguini contaminat.
S'han aïllat soques de C. maltoramaticum de peixos malalts que careixien d'activitat hemolítica i fosfolipolítica. Aquestes soques són resistents a diferents agents que s'utilitzen en aqüícultura com oxitetraciclina, quinolones, nitrofurans i sulfonamides potenciats encara que són sensitives a eritromicina. Els afectes patològics són varis, entre elles es destaca la septicèmia, la peritonitis, l'exoftalmia, hidropesia abdominal i hemorràgies. En la majoria de casos, la virulència apareix en peixos que estaven sota un estrès molt sever. Tot i així s'ha observat aquestes soques en peixos sans com el bacallà i en anaricàdids.

### Cas d'infecció perCarnobacterium divergens
En el gener de 2013 una dona de 57 anys amb un quadre clínic de diabetis mellitus, una severa desnutrició i un alcoholisme crònic va ser admesa en cures intensives de l'hospital Avicenne, Bobigny, França per una cetoacidosis diabètica. Després de tres dies de l'admissió, es va detectar una necrotització aguda i múltiples úlceres en el duodè. Se li va aplicar teràpia antimicrobiana que consistia en imipenem amb cilastatina per poder perllongar els efectes antibacterians i amikacina. En el tretzè dia d'hospitalització, després d'haver passat un temps de millora, la pacient va experimentar dos episodis d'aturada cardiorespiratòria. La febre va començar hores després seguit d'un xoc sèptic. Es van prendre mostres on es va comprovar que després de dos dies d'incubació, hi va haver un creixement bacterià. Es va hipotetitzar un cas de Listeria gràcies als assaigs bioquímics realitzats. La soca va ser portada per un estudi posterior a la Divisió d'Identificació Bacteriana (Pasteur Institute, Paris, France) i es va determinar gràcies a la seqüenciació de 16S rRNA que el bacteri analitzat era Carnobacterium divergens.
El cas de la presència d'aquest microorganisme en un cultiu pres d'una mostra de sang no es pot considerar una contaminació. Es va hipotetitzar que la presència d'aquest microorganisme va ser a causa de la translocació d'aquest bacteri a la sang durant els dos períodes de aturada cardiorespiratòria on el flux de sang era molt baix. Es va determinar que l'origen de la infecció va ser mitjançant la sonda per la qual es traspassava el sèrum fisiològic.

### Cas d'infecció perCarnobacterium mobile
En aquest cas s'ha pogut aïllar un microorganisme del gènere de Carnobacterium en el pus humà. En un home de 43 anys amb un dolor agut en el seu omòplat, a la part posterior del seu cap i amb presència de febre i malestar. Aquesta simptomatologia va tenir lloc en menys d'un dia i sense cap mena de història clínica rellevant anterior, per tant, aparentment era un individu sa. Aquest home va ingerir peix cuinat i també un peix de la família de les Siluriformes fresc i descongelat un dia abans de patir els símptomes. Poc després el pacient va patir una septicèmia i es va transferir a les cures intensives. Es van pendre mostres de sang per al posterior cultiu i, en 48 hores, es va detectar el creixement bacterià que es va identificar com a bacil gram-positiu.
Un cop es va processar el cultiu i es van dur a terme els estudis microbiològics pertanyents, es va determinar que estava relacionat amb un lactobacil. Per acabar, es va fer una seqüenciació del rRNA 16S i, amb un blast, es va veure la seva coincidència amb un 100% al gènere de Carnobacterium i dintre d'aquest, 99% amb homologia amb C. mobile i 97% amb C. funditium.

## Curiositats
El fet que les espècies d'aquest gènere siguin capaces de créixer a condicions tan adverses ha fet que la recerca se centri en elles per estudiar la capacitat d'organismes terrestres de créixer en l'ambient de la superfície de Mart. El planeta de Mart es considera un objectiu d'exploració astrobiològica per la seva proximitat a la Terra i aquest interès es veu incrementat per l'evidència d'aigua congelada que conté en la seva superfície. La superfície de Mart presenta una poca disponibilitat d'aigua, temperatures molt baixes, una baixa pressió i una atmosfera majoritàriament rica en diòxid de carboni. Hi ha estudis que afirmen la similitud entre la regolita de Mart i el permafrost de la Terra. S'ha vist que en aquest permafrost s'ha aïllat el gènere Carnobacteria a més s'ha corroborat el creixement en aquelles condicions que podrien ser similars a la regolita de Mart.